# OPOIAZ
OPOIAZ (ОПОЯЗ) (rus: Общество изучения Поэтического Языка-Óbsxestvo izutxénia POetítxeskogo IAZikà - Societat per a l'estudi de la llengua poètica), va ser un destacat grup de lingüistes, crítics literaris i teòrics de la literatura a Sant Petersburg, fundat el 1916 per Víktor Xklovski i Borís Eichenbaum i dissolt a principis dels anys trenta. Alguns membres destacats del grup van ser, a part dels seus fundadors, Roman Jakobson, Iuri Tiniànov, Lídia Ginsburg, Óssip Brik, Ievgueni Polivànov, Adrian Piotrovski i Borís Kuixner, entre d'altres. Juntament amb el Cercle Lingüístic de Moscou, va ser responsable del desenvolupament del formalisme rus. Es va dissoldre sota la pressió política del règim soviètic.